# Robin Vecchi
Robin Vecchi, né le 3 janvier 1992 à Matzingen, est un footballeur suisse qui évolue au poste d'arrière droit au FC Bâle II.

## Palmarès

### En équipe nationale
- Suisse -17
  - Vainqueur de la Coupe du monde des moins de 17 ans en 2009